# Into the Forest
Ne doit pas être confondu avec Into the Woods (film) ou Into the Wild.
Pour plus de détails, voir Fiche technique et Distribution.
Into the Forest est un film dramatique canadien scénarisé et réalisé par Patricia Rozema, et tiré du roman éponyme de Jean Hegland publié en 1996. Le casting se compose entre autres d'Elliot Page, Evan Rachel Wood, Max Minghella, Callum Keith Rennie, Michael Eklund, et Sandy Sidhu (en).

## Synopsis
Dans un futur proche, deux sœurs vivant à l'écart dans une forêt primaire luttent pour survivre dans l'isolement, à la suite d'une coupure d’électricité sur le continent entier. Alors qu'il semble que cette coupure ne soit que le début d'une déchéance technologique, les jeunes femmes vont devoir lutter pour leur survie contre les intrus, la maladie, la solitude et la faim.

## Fiche technique
- Titre original : Into the Forest
- Réalisateur : Patricia Rozema
- Scénario : Patricia Rozema (d'après le roman éponyme de Jean Hegland)
- Musique : Max Richter
- Pays :  Canada
- Langue d'origine : anglais
- Genre : drame, thriller et science-fiction
- Durée : 101 minutes
- Date de sortie :
  - Canada : 
    - 12 septembre 2015 au Festival international du film de Toronto 2015[1]
    - 3 juin 2016 au cinéma

  - États-Unis : 29 juillet 2016 au cinéma[2]
  - France,  Suisse : 1er mai 2017 sur Netflix
- Box office : 92 166 $[2]

## Distribution

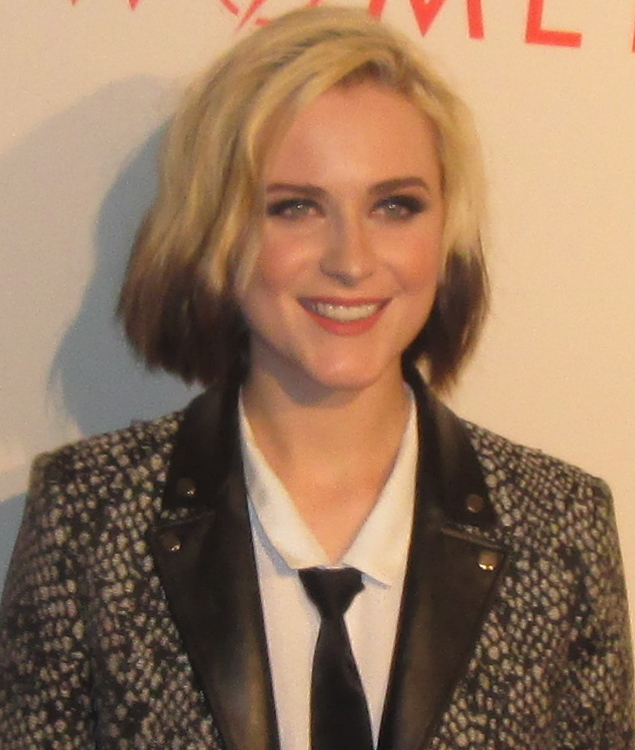
L'actrice Evan Rachel Wood, l'année de tournage du film.

- Elliot Page : Nell (crédité Ellen Page)
- Evan Rachel Wood : Eva
- Max Minghella : Eli
- Callum Keith Rennie : Robert (le père)
- Wendy Crewson : la mère
- Michael Eklund : Stan
- Sandy Sidhu (en) : femme du quiz
- Jordana Largy : Margot
- Bethany Brown : Gabs
- Simon Longmore : Motard
- Brittany Willacy : Gigi

## Production
Le 21 octobre 2013, Elliot Page et Evan Rachel Wood rejoignent le casting du film. Le 27 août 2014, Max Minghella et Callum Keith Rennie rejoignent également l'équipe. Le tournage et la production ont commencé le 28 juillet 2014.

## Diffusion
Le film a été inauguré dans la catégorie Special Presentations lors du TIFF 2015 le 12 septembre 2015. Peu après, A24 Films et DirecTV Cinema (en) ont acheté les droits de diffusion aux États-Unis, afin de diffuser le film avant sa sortie au cinéma. En décembre 2015, le film est annoncé comme étant l'un des dix meilleurs films canadiens de l'année. Il est diffusé dans 15 cinémas du Canada à partir du 3 juin 2016, et à partir du 29 juillet 2016 aux États-Unis. Le film a rapporté presque 10 000 $ en une semaine de diffusion dans 15 cinémas.

## Réception
Into the Forest a reçu des critiques globalement positives. Il obtient un score de 79 % sur le site Rotten Tomatoes, avec une note moyenne de 6,8/10 basée sur 39 critiques. Sur le site Metacritic, le film obtient un score de 59/100, d'après 18 critiques, indiquant un avis mitigé.